# Марек Баргеловський
Марек Юзеф Баргеловський (пол. Marek Józef Bargiełowski; 11 вересня 1942 — 23 березня 2016) — польський актор театру, кіно, радіо та телебачення; також актор озвучування та театральний режисер.

## Біографія
Народився у Стараховіці (Свентокшиське воєводство Польщі, тоді — під час Другої світової війни — Генерал-губернаторство). Акторську освіту здобув у Театральній академії ім. А. Зельверовича у Варшаві, яку закінчив 1967 року. Дебютував у театрі у 1967 р. Актор театрів у Торуні, Лодзі та Варшаві. Виступав також у виставах польського «театру телебачення» (з 1973 року) та «театру Польського радіо».
Його брат — театральний режисер, актор, письменник та сценарист Даніель Баргеловський.